# Paradeudorix eleala
Paradeudorix eleala е вид пеперуда от семейство Синевки (Lycaenidae). Видът не е застрашен от изчезване.

## Разпространение и местообитание
Разпространен е в Бенин, Гана, Гвинея, Екваториална Гвинея, Камерун, Кот д'Ивоар, Либерия, Нигерия, Сиера Леоне и Того.
Обитава гористи местности, савани, крайбрежия и плажове.